# Chondrotropis venustus
Chondrotropis venustus är en mångfotingart som beskrevs av Loomis 1936. Chondrotropis venustus ingår i släktet Chondrotropis och familjen Chelodesmidae. Inga underarter finns listade i Catalogue of Life.